# ایتزان اسکامیا
ایتزان اسکامیا (انگلیسی: Itzan Escamilla؛ زادهٔ ۳۱ اکتبر ۱۹۹۸) هنرپیشه اهل اسپانیا است.
از فیلم‌ها یا برنامه‌های تلویزیونی که وی در آن نقش داشته‌است می‌توان به الیت اشاره کرد